# Cantone di Saint-Sauveur-Lendelin
Il Cantone di Saint-Sauveur-Lendelin era una divisione amministrativa dell'arrondissement di Coutances.
È stato soppresso a seguito della riforma complessiva dei cantoni del 2014, che è entrata in vigore con le elezioni dipartimentali del 2015.
Comprendeva i comuni di:
- Camprond
- Hauteville-la-Guichard
- La Ronde-Haye
- Le Lorey
- Le Mesnilbus
- Montcuit
- Monthuchon
- Muneville-le-Bingard
- Saint-Aubin-du-Perron
- Saint-Michel-de-la-Pierre
- Saint-Sauveur-Lendelin
- Vaudrimesnil